# David Edge
David Owen Edge (High Wycombe, Buckinghamshire, le 4 septembre 1932 - Édimbourg, 28 janvier 2003) était un sociologue des sciences et physicien britannique. Il était professeur de Science Studies à l'université d'Édimbourg de 1979 à 1992.
Il est l'un des pionniers de la sociologie de la connaissance scientifique et représentant du programme fort avec David Bloor et Barry Barnes.

## Publications
- avec Barry Barnes (éd.), Science in context : readings in the sociology of science, Milton Keynes : Open University Press, 1982.
- Mosaic array cameras in infrared astronomy, Edinburgh : Research Centre for Social Sciences, University of Edinburgh, 1991.
- (éd. et al.), Symposium on "Computer discovery and the sociology of scientific knowledge", London : Sage, 1989.
- avec Robin Williams, Social shaping reviewed : research concepts and findings in the UK, Edinburgh : Research Centre for Social Sciences, University of Edinburgh, 1992.